# 이노콤

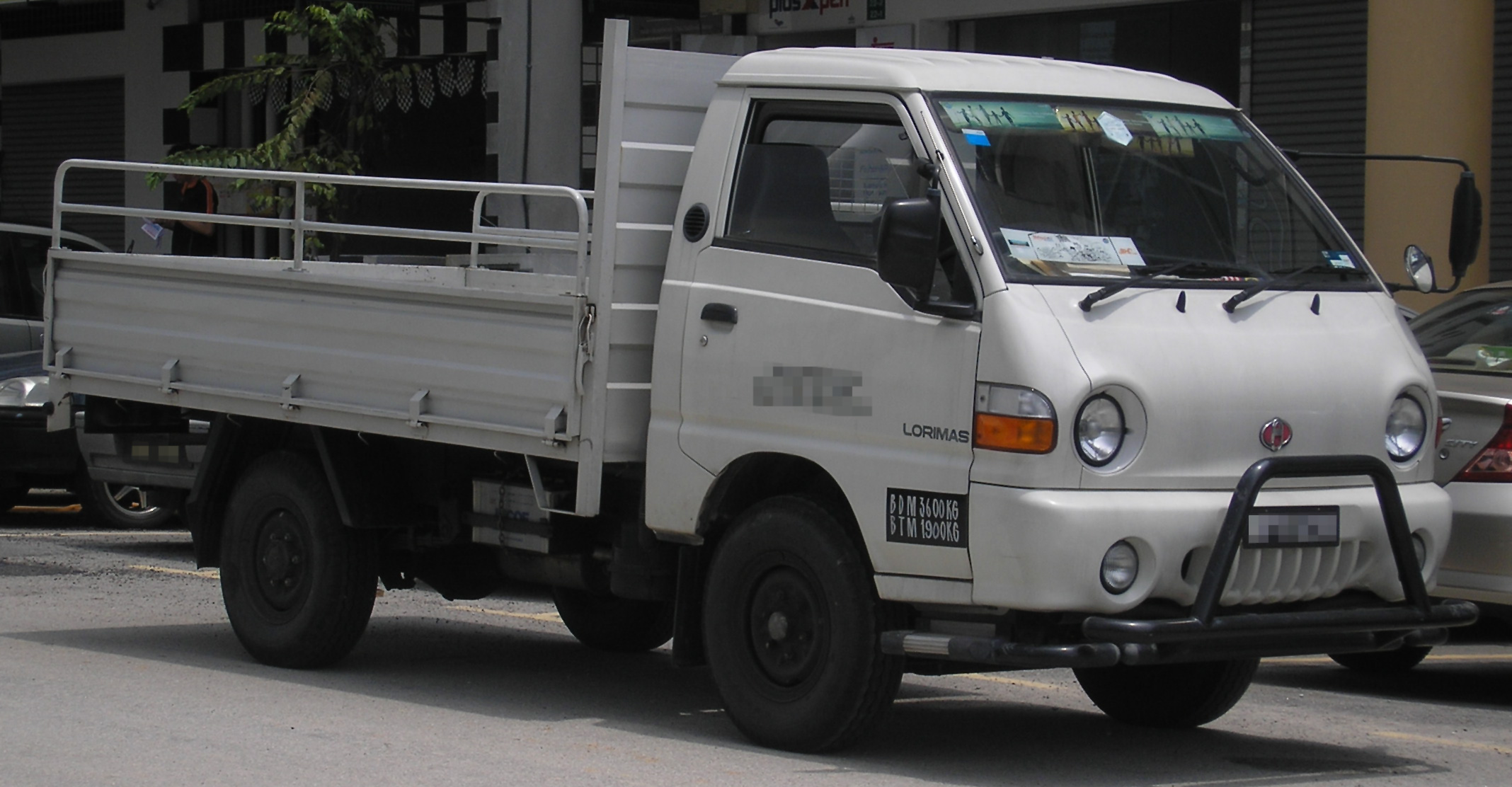
이노콤 로리마스

이노콤(Inokom)은 현대 자동차의 말레이시아에 위치한 제조 회사이다. 이노콤의 승용차는 사임 더비와 현대 자동차 주식회사가 함께하는 현대 사임 더비 모터스를 통해 판매된다.